# Вајтерсбах
Вајтерсбах (њем. Weitersbach) општина је у њемачкој савезној држави Рајна-Палатинат. Једно је од 96 општинских средишта округа Биркенфелд. Према процјени из 2010. у општини је живјело 79 становника. Посједује регионалну шифру (AGS) 7134092.

## Географски и демографски подаци
Вајтерсбах се налази у савезној држави Рајна-Палатинат у округу Биркенфелд. Општина се налази на надморској висини од 405 метара. Површина општине износи 7,8 km². У самом мјесту је, према процјени из 2010. године, живјело 79 становника. Просјечна густина становништва износи 10 становника/km².

## Међународна сарадња
| Мјесто | Држава    | Врста сарадње | Од    |
| ------ | --------- | ------------- | ----- |
|        | Француска | партнерство   | 1970. |
| Извор  |           |               |       |